# Trichodesma hildebrandtii
Trichodesma hildebrandtii är en strävbladig växtart som beskrevs av Gürke. Trichodesma hildebrandtii ingår i släktet Trichodesma och familjen strävbladiga växter. Inga underarter finns listade i Catalogue of Life.